# Новокладовое
Новокладовое — село в Старооскольском районе Белгородской области, находящееся в составе Лапыгинской сельской территории. Расположено в 11 км от города Старый Оскол.

## История
В центральном государственном архиве древних актов хранится документ 1615 года, в котором упоминается деревня Кладовая под Ровенским лесом. Существует несколько версий появления названия села. А. П. Никулов в своём историческом труде «Оскольский край» выдвигает версию о том, что: «Кладовая деревня — под лесом Ровный, в верховьях речки Колодец-Ржавец. Название получила, вероятно, от одного из родников (кладезь — источник, родник, колодезь), который является источником вышеупомянутой речки». Руководитель Дальневосточной секции геральдистов И. И. Кондауров считает, что село носит название от фамилии помещика Кладова Еремея Васильевича. Изначально деревня получила название Кладовая.
К концу XVII века вошла в Ублинский (Ровенский) стан Старооскольского уезда, а в 1720 году в связи с образованием губерний и делением их на провинции вошла, как и Старооскольский уезд, в Белгородскую провинцию. В 1796 году Указом от 29 августа образуется Курская губерния, в которую вошёл и Старооскольский уезд, разделённый в конце XVIII века на три части, каждая часть на сотни, полусотни и десятки. Деревня Кладовая вошла в III часть, в которой насчитывалось 19 сотен.
В 1855 году в селе была построена деревянная Дмитриевская церковь. Не сохранилась.
В конце XIX — начале XX века деревня Кладовая стала селом Ново-Кладовым.
В 1928 году вошло в состав новообразованного Старооскольского района. С июля 1928 года Ново-Кладовое — центр Ново-Кладовского сельсовета, в который кроме центрального села входила ещё деревня Нижне-Ровенка.
В 1929 году начали образовываться колхозы, в которые вступали крестьяне-бедняки. В Ново-Кладовом возник колхоз «Варейкис», а затем и колхоз «Коминтерн».
В годы Великой Отечественной войны село пережило оккупацию, которая длилась с июля 1942 по январь 1943 года. Было освобождено 2 февраля 1943 года. После войны обрело свое нынешнее название — Новокладовое.
В 1957—1958 годах был построен клуб, в 1967 году село было электрифицировано.
В 1969 году состоялось перезахоронение останков воинов-освободителей и защитников села Новокладовое с гражданского кладбища. У здания восьмилетней школы был установлен памятник «Воину-освободителю», на котором выбито 26 фамилий воинов, погибших в боях за освобождение села Новокладовое.
В настоящее время между селами Лапыгино и Новокладовое интенсивно ведётся индивидуальное жилищное строительство.

## Население
| 2002 | 2010 |
| ---- | ---- |
| 444  | ↗452 |